# 菲亚韦
菲亚韦（義大利語：Fiavé），是意大利特伦托自治省的一个市镇。总面积24平方公里，人口1129人，人口密度47.0人/平方公里（2009年）。ISTAT代码为022083。